# Laurent Flieder
Laurent Flieder, né le 22 avril 1959 à Paris, est un écrivain et un enseignant-chercheur français.

## Biographie
Laurent Flieder entre à l'école normale supérieure de Saint-Cloud en 1978. Agrégé de lettres modernes, sa curiosité le porte vers les écrits de Jean Tardieu et « par l'émoi des mots », titre de sa thèse où il croise les œuvres de Francis Ponge, d'Henri Michaux et de Jean Tardieu. De sa fréquentation avec ce dernier et son œuvre naissent plusieurs émissions de Radio (l'artisan et la langue) et de nombreuses communications, notamment celle de Cerisy,ainsi qu'un livre, Jean Tardieu ou la présence absente [1993].
Voyageur sans frontière, passionné par « la petite Reine », il est nommé maître de conférences à Paris X, au Pôle Métiers du Livre de St Cloud, puis en littérature à l'Université Paris VII (UFR LAC de l’Université Paris Diderot,devenue Université Paris-Cité, ou il crée successivement le parcours "édition", le parcours "métiers de l'écrit et en 2013  le Master "Professionnels de l'écrit" qu'il dirige jusqu'en 2022). Dans le cadre de ses travaux universitaires, il publie de nombreux articles, parfois issus de collaboration, comme Le récit de vie ou l'impudeur d'écrire, des ouvrages critiques sur la poésie Poétiques de Robert Desnos et le roman dont Le Roman Français Contemporain . En 2003, il fait partie avec Claude Ber, Jean-Michel Maulpoix, Benoît Conort, François Bon et Patrick Souchon de l'équipe fondatrice de Carrefour des écritures, dont le but est le développement de la littérature contemporaine et des pratiques d’écriture de création dans l’enseignement scolaire et universitaire et dans le champ social et culturel.
Plus récemment, il dirige le numéro 97 de la revue Brèves consacré en 2011 au romancier Hubert Haddad.
Il participe en 2012 au Guide du Paris Surréaliste, Éditions du Patrimoine (Centre des monuments nationaux), ainsi qu'à l'ouvrage collectif Les destinataires du moi: altérités de l'autobiographie, où il s'en prend aux dérives  de l'autobiographie française contemporaine. Il consacre plusieurs travaux à l'écrivain Frédérick Tristan (auteur de plus de cinquante d'ouvrages, prix Goncourt 1983), notamment des entretiens radiophoniques et un ouvrage monographique portant sur son œuvre Frédérick Tristan, l'Affabulateur fabuleux,, Le Passeur ed., 2014.
Écrivain, il a publié cinq romans, Alter Ego, HB éditions (2002), Le Machiniste, Grasset (2005), L'enfant qui grimpait jusqu'au ciel, Grasset (2008)   et, en collaboration avec Dominique Lesbros, un roman d'un autre genre, La folle histoire de l'urinoir qui déclencha la guerre, JC Lattès (2014) début d'un nouveau cycle romanesque qui se poursuit avec La folle histoire du Picasso que personne n'a jamais vu, JCLattès (2016). .
Selon lui, plus qu'au cinéma et qu'à l'actualité, c'est au roman qu'il revient d'approcher la gravité, de peindre la détresse et de prendre du recul. Il le répète dans Le Nouveau Recueil, revue trimestrielle de littérature et de critique.
« Au-delà du roman il y a donc, il y aura donc, il faut qu'il y ait le roman encore et toujours car il est la porte ouverte à tous les possibles. Il est ce qu'il y aura après ; ce qu'il aurait pu y avoir si ; ce qu'il y aura quand ; ce qu'il y aurait à condition que, et également ce qu'il y a ici, et là, et à côté, là où on n'ira jamais, là où on aimerait tant, là où ce n'est déjà plus, là où pour rien au monde. »
Il a également produit sur France Culture plusieurs émissions, notamment dans le cadre des Ateliers de Création Radiophonique ( "Jérusalem", "Panne d'âme à Panama") et des séries d'entretiens avec les écrivains Jean Tardieu("L'artisan et la langue") et Frédérick Tristan ( "A Voix Nue", 2009)

## Thématiques de l'œuvre
On peut distinguer deux périodes dans le travail romanesque de Laurent Flieder : un premier cycle de trois romans, formant trilogie, où il explore trois formes différentes de franchissement des limites de l'humain et un second cycle, plus libre, qui laisse une plus grande place à l'humour.

### Comme des dieux
Dans Alter Ego, c'est la capacité - et le risque - pour un homme de se reproduire seul, par les moyens de la science: le roman interroge, au moyen d'un ensemble de documents "véridiques" formant une sorte de puzzle, l'intériorité et le destin d'un jeune garçon lorsqu'il découvre qu'il a été fabriqué, cloné, par son père.
Dans Le Machiniste, la langue du XVIIIe siècle est mise à profit pour reconstituer, tel un manuscrit retrouvé, les confidences de celui qui fut le valet de Leibniz lorsque celui-ci, à la fin de sa vie, en 1714, à la suite de la rencontre d'un artisan ingénieux, se trouve mis devant l'évidence de l'existence du mouvement perpétuel. La science peut y faire romanLe roman raconte par l'anecdote vécue cette découverte proprement révolutionnaire mais aussi et surtout le complot qui aurait permis qu'elle demeurât jusqu'à nos jours inconnue de tous...
Enfin L'enfant qui grimpait jusqu'au ciel retrace, de l'intérieur la vie et le vécu d'une victime du "star system" qui s'est trouvé transformé en quasi-surhomme par la grâce de la science et la pression de la finance et des médias. C'est l'histoire, inspirée de très près d'un fait réel, d'un champion cycliste "meilleur grimpeur du monde" (Marco Pantani) au plus fort du scandale de l'E.P.O. Au moyen d'une enquête de terrain très poussée, le roman raconte  le quotidien, les tricheries, les espoirs, le mode de vie - et le destin tragique de ces héros d'aujourd'hui que tout incite à vivre au-delà de toutes limites

### La folle histoire
En 2014, il travaille à un nouveau cycle romanesque, nettement plus fantaisiste, pastichant le ton et la forme du roman feuilleton. Centré sur les utopies d'un monde perdu, celui du vingtième siècle à ses débuts. il s'agit de révéler certains aspects essentiels de l'Histoire telle qu'elle n'a pas eu lieu. Ainsi le premier volume, La folle histoire de l'urinoir qui provoqua la guerre, (écrit en collaboration avec l'écrivaine et journaliste Dominique Lesbros) imagine la conception, dans le Paris de la Belle Époque, d'une Exposition universelle délirante, à visée pacifique et sociale, à laquelle prennent part les artistes de l'avant-garde (Apollinaire, Erik Satie, Marcel Duchamp) . Saturée de personnages et de rebondissements, l'intrigue raconte la mise en place de ce projet et surtout la terrible machination qui, menant à la guerre, finit par en avoir raison.
Toujours sur le mode du roman feuilleton, La folle histoire du Picasso que personne n'a jamais vu (JC Lattès, octobre 2016) reprend les personnages fictifs du volume précédent et les plonge dans le Montparnasse des Années folles, aux prises avec les débordements dadaïstes et les dérives de l'avant-garde artistique, dans la genèse et la mystérieuse disparition de la toile la plus secrète et la plus sensationnelle du maître catalan. Dans les dernières pages, l'apparition de Marcel Proust, désespéré de s'être fait dérober le manuscrit de son roman destiné au prix Goncourt, laisse deviner le thème d'un troisième opus de la série.

### Réception
La réception de l'œuvre de Laurent Flieder a été des meilleures[passage promotionnel], notamment pour son second roman, qui lui a valu d'être comparé à Umberto Eco dans les colonnes du Figaro.
« Si Umberto Eco a longuement disserté sur le pendule de Foucault, Laurent Flieder fait ses gammes sur le mouvement perpétuel. Ne serait-ce pas une " Invention" de Bach? » ou a Patrick Suskind par Marc Riglet.
Son travail sur le dopage dans le cyclisme a été également apprécié des connaisseurs .
« Laurent Flieder ne juge pas. Ni hagiographie, ni réquisitoire, son roman déroule le fil d'une inévitable sortie de route avec la rigueur d'un rapport de gendarmerie, la froideur d'un rapport d'autopsie et la flamme d'un Daniel Mangeas de littérature. De cols en cols, de rails de coke en nuits blanches, on suit, parfois, on dépasse, souvent, les tristes héros du cyclisme d'aujourd'hui. Un Jan, un Jalabert, un Luc, un vieux Riis... Pas de Richard. Nicco lui préfère évidemment Charly Gaul. Et puis, il y a L.A., créature de quelque ingénieur allumé de la NASA. Comme si Nicco avait compris avant tous qu'un tel monstre froid ne pouvait être autre qu'un personnage de mauvaise science fiction. Qui mieux que lui, déjà à moitié mort, pour le comprendre ? »
Néanmoins c'est La folle histoire de l'urinoir qui a reçu l'accueil le plus enthousiaste: "Décors kitsch, héros déjantés, humour burlesque : ce roman-feuilleton est une réjouissante bouffée de folie. Un polar qui lorgnerait du côté de Maurice Leblanc, mais parsemé d’une multitude d’intrigues fantaisistes et de visages extravagants." et qui a suscité de nombreux commentaires sur internet  
ou: "Un dispositif romanesque où la bluette sentimentale côtoie le roman d’espionnage et la fresque sociale. Sur le mode farfelu et débridé du feuilleton, une proposition iconoclaste pour revivre les enjeux éthiques et esthétiques de 1914,,,
Dans le volume suivant, parfois jugé plus réussi que le précédent, "Laurent Flieder confirme son talent pour les intrigues échevelées. Crimes atroces, complots opaques et effluves du désir agitent un petit monde où Breton, Aragon et Soupault fréquentent Pablo Picasso dans un univers mâle où la grâce fulgurante d'une journaliste féministe aussi futée qu'affûtée est mieux qu'un antidote: une promesse d'insolence triomphante" ( P.J. Catinchi, Le Monde, 11 novembre 2016),,,.

## Romans
- Alter ego, HB édition (2002),  (ISBN 2914581009).
- Le Machiniste (Grasset, 2005). À propos du mouvement perpétuel  et de la rivalité des deux grands savants du XVIIIe siècle, Leibniz et Isaac Newton, qui se sont affrontés à ce sujet.
- L'enfant qui grimpait jusqu'au ciel (Grasset 2008):  le héros découvre à 13 ans son talent pour le cyclisme... le roman fournit au public une meilleure compréhension pour les sportifs de haut niveau coincés dans la spirale infernale du dopage.
- La folle histoire de l’urinoir qui déclencha la guerre, avec Dominique Lesbros (Lattès, 2014),  (ISBN 978-2-7096-4592-8). Comment les pensionnaires d'une maison close, en collaboration avec les artistes de l'avant garde,  ont mis au jour  le complot international visant à compromettre la dernière grande tentative pacifiste avant l'éclatement de la Première guerre mondiale.
- La folle histoire du Picasso que personne n'a jamais vu, JC Lattès 2016  (ISBN 9782709656764). Comment les mêmes ont inspiré la création, puis assisté à la disparition de la plus mystérieuse et de la plus émouvante des œuvres de Picasso.

## Études littéraires
- Par l'émoi des mots: la poésie à la recherche d'un nouveau langage, 1910-1950, (thèse) 1986.
- Jean Tardieu ou la présence absente, Nizet éditeur, Paris, 1993  (ISBN 2 7078 1168 8).
- Le Roman Français Contemporain; Seuil Memo numéro 99 du 15/04/1998  (ISBN 2 02 030934 3) ; critique du magazine littéraire [lire en ligne (page consultée le 23 juin 2011)]  (EAN 9782020309349).
- Poétiques de Robert Desnos, journée d'étude du 25 novembre 1995. ENS Éditions. Association des amis de Robert Desnos  (ISBN 2 902126 30 1).
- L'Affabulateur Fabuleux, parcours dans l'œuvre de Frédérick Tristan, Le Passeur éditeur, à paraître octobre 2014

Ouvrages collectifs :
- Jean Tardieu, Laurent Flieder, Denis Podalydès -  Finissez vos phrases! Gallimard Jeunesse, 2000 - 2070541355

2-902126-30-1
- Collectif, Dirigé par Constantin Tacou et F. Dax-Boyer. Cahier no 59  (ISBN 2851970739) Cahier de L'Herne no 59 : Jean Tardieu
- Laurent Flieder, Bibliographie sélective, in Arlette Albert-Birot et Claude Debon, Jean Tardieu, un poète parmi nous, [lire en ligne (page consultée le 23 juin 2011)]
- Laurent Flieder, Chansons, poèmes, poésies : le "comme si" et le "pas tout à fait", in Myriam Boucharenc et Claude Leroy, Présence de Philippe Soupault, colloque de Cerisy 1999 [lire en ligne (page consultée le 23 juin 2011)].

## Sources